# Šarbov
Šarbov és un poble i municipi d'Eslovàquia. Es troba a la regió de Prešov, al nord del país.

## Història
La primera referència escrita de la vila data del 1618.

## Demografia
| Godina             | 1994 | 2004    | 2014 | 2024    |
| ------------------ | ---- | ------- | ---- | ------- |
| Nombre de persones | 18   | 11      | 11   | 19      |
| Diferència         |      | −38,88% | +0%  | +72,72% |

| Godina             | 2023 | 2024 |
| ------------------ | ---- | ---- |
| Nombre de persones | 19   | 19   |
| Diferència         |      | +0%  |